# Сірченко Сергій Анатолійович
Сергій Анатолійович Сірченко — український військовослужбовець, бригадний генерал Збройних сил України, командир 11-го армійського корпусу (з 2024), командувач ОТУ «Луганськ» (з 2024), учасник російсько-української війни. Герой України (2023).

## Життєпис
Служив у 128-й окремій гірсько-штурмовій бригаді.
У 2014—2018 роках був учасником бойових дій на сході України. Станом на 2016 рік — командир 57-ї окремої мотопіхотної бригади.
Обіймав посаду начальник штабу — 1-го заступника командира 72-ї окремої механізованої бригади.
Був командиром 56-ї окремої мотопіхотної бригади. 24 лютого 2022 року здійснив ефективну розвідку, яка дала змогу забезпечити надійну оборону в зоні відповідальності бригади. Виконував бойові завдання в Запорізькій та Донецьких областях, зокрема у Вугледарі, Бахмуті та Бахмутському районі.
У 2023 році начальник штабу — заступник командувача військ оперативного командування «Схід» Сухопутних військ Збройних сил України.
У грудні 2024 року призначений командиром 11-го армійського корпусу та командувачем ОТУ «Луганськ».

## Нагороди
- Звання Герой України з врученням ордена «Золота Зірка» (5 травня 2023) — за особисту мужність і героїзм, виявлені у захисті державного суверенітету та територіальної цілісності України, самовіддане служіння Українському народу.[7]
- Орден Богдана Хмельницького I ст. (17 червня 2022) — за особисту мужність і самовіддані дії, виявлені у захисті державного суверенітету та територіальної цілісності України, вірність військовій присязі.[8]
- Орден Богдана Хмельницького II ст. (13 квітня 2022) — за особисту мужність і самовіддані дії, виявлені у захисті державного суверенітету та територіальної цілісності України, вірність військовій присязі.[9]
- Орден Богдана Хмельницького III ст. (5 грудня 2018) — за особистий внесок у зміцнення обороноздатності Української держави, мужність і самовіддані дії, виявлені у захисті державного суверенітету та територіальної цілісності України, зразкове виконання військового обов'язку.[10]

## Військові звання
- полковник;
- бригадний генерал (24 серпня 2023).[3]